# Geißler von Dieskau (Geheimer Rat)
Geißler von Dieskau, zeitgenössisch meist von Dießkau, (* 28. Januar 1654 in Knauthain; † 26. Mai 1718 in Leipzig) war ein kursächsisch-polnischer Beamter. Er war bis 1714 Amtshauptmann in Düben und zugleich Obersteuereinnehmer. Später wurde er Geheimer Rat und ab 1714 Kreishauptmann des Leipziger Kreises.

## Leben
Er stammte aus dem meißnischen Adelsgeschlecht von Dieskau und war der Sohn des Rittergutsbesitzers Carl von Dieskau auf Zschepplin, Knauthain, Kleinzschocher, Lochau und Trebsen.
Nach dem Tod des Vaters übernahm er das Rittergut Zschepplin, das nach seinem Tod an den Sohn Hans fiel, der Kammerherr am Hof in Dresden war und ohne männliche Lehnserben 1750 starb. Sein gleichnamiger Sohn Geißler wurde Landkammerrat.
Er war seit 1688 mit Erdmuthe Dorothea geb. von Ende (1668–1753) verheiratet. Ihre gemeinsame Tochter Erdmuthe Sophie von Dieskau (* 25. Februar 1698; † 23. April 1767) war von 1719 bis 1721 die Mätresse von August dem Starken. Ferner Hedwig Wilhelmine (* 27. Februar 1697; † 12. Juni 1760), sie heiratete 1718 Anton Ulrich von Imhoff († 1724, Sohn von Anton Albrecht von Imhoff) und danach den Kreishauptmann Otto Wilhelm von den Brincken († 8. Dezember 1800).
Die Tochter Charlotte Eleonore († 1786) heiratete 1734 Ernst Ludwig von Wilke (* 9. August 1709; † 19. Juni 1763).